# Schwarzheide
Schwarzheide (fram till 1997 officiellt Schwarzheide/N.L., Schwarzheide in der Niederlausitz, högsorbiska: Čorny Gózd) är en stad i östra Tyskland, belägen i Landkreis Oberspreewald-Lausitz i förbundslandet Brandenburg, 50 km norr om Dresden och 110 km söder om Berlin.

## Geografi
Staden ligger i landskapet Niederlausitz i Brandenburg, norr om floden Schwarze Elster och väster om det mindre vattendraget Pössnitz.

### Administrativ indelning
Staden indelas i områdena
- Schwarzheide-West (tidigare Zschornegosda)
- Wandelhof
- Schwarzheide-Mitte
- Schwarzheide-Ost, med stadsdelarna Victoria och Naundorf

## Befolkning
- Befolkningsutvecklingen i de nuvarande gränserna (Blå linje: Befolkning—Prickade linjen: Jämförelse med utvecklingen av Brandenburg—Grå bakgrund: Period av Nazi styre—Röd bakgrund: Period av kommunistiskt styre)
- Aktuella befolkningsutveckling (blå linjen) och prognoser (prickade linjen).

| År   | Invånare |
| ---- | -------- |
| 1875 | 983      |
| 1890 | 1 175    |
| 1910 | 2 145    |
| 1925 | 3 638    |
| 1933 | 4 095    |
| 1939 | 5 898    |
| 1946 | 7 449    |
| 1950 | 8 287    |
| 1964 | 8 169    |
| 1971 | 8 570    |

| År   | Invånare |
| ---- | -------- |
| 1981 | 9 920    |
| 1985 | 9 262    |
| 1989 | 9 198    |
| 1990 | 8 936    |
| 1991 | 8 377    |
| 1992 | 8 286    |
| 1993 | 8 153    |
| 1994 | 7 995    |
| 1995 | 7 881    |
| 1996 | 7 699    |

| År   | Invånare |
| ---- | -------- |
| 1997 | 7 540    |
| 1998 | 7 323    |
| 1999 | 7 298    |
| 2000 | 7 203    |
| 2001 | 7 107    |
| 2002 | 6 941    |
| 2003 | 6 793    |
| 2004 | 6 676    |
| 2005 | 6 555    |
| 2006 | 6 510    |

| År   | Invånare |
| ---- | -------- |
| 2007 | 6 451    |
| 2008 | 6 344    |
| 2009 | 6 211    |
| 2010 | 6 053    |
| 2011 | 5 893    |
| 2012 | 5 855    |
| 2013 | 5 743    |
| 2014 | 5 772    |
| 2015 | 5 795    |
| 2016 | 5 711    |

| År   | Invånare |
| ---- | -------- |
| 2017 | 5 679    |
| 2018 | 5 652    |
| 2019 | 5 635    |
| 2020 | 5 568    |

Detaljerade källor anges i Wikimedia Commons..

## Näringsliv
Stadens och regionens största arbetsgivare är kemiföretaget BASF Schwarzheide GmbH, ett dotterbolag till BASF, som köpte den efter Tysklands återförening privatiserade plasttillverkaren VEB Synthesewerk Schwarzheide.

## Kommunikationer
Staden har en järnvägsstation på den regionala järnvägen Cottbus - Falkenberg (Elster), som trafikeras med regionalexpresståg.
I staden finns två avfarter för motorvägen A13/E55 (Berlin - Dresden).

## Vänorter
- Krosno Odrzańskie, Polen
- Karcag, Ungern
- Piano di Sorrento, Italien